# Chiesa dei Santi Pietro e Paolo (Verolavecchia)
La chiesa dei santi Pietro e Paolo è la parrocchiale di Verolavecchia, in provincia e diocesi di Brescia; fa parte della zona pastorale della Bassa Centrale Ovest.

## Storia
Risale all'anno 1737 l'intenzione di voler costruire a Verolavecchia una nuova chiesa parrocchiale. La crescita della popolazione, la capienza limitata e lo stato precario sono stati i motivi che hanno determinato la costruzione di una nuova chiesa. Per l'avvio dei lavori si deve però attendere quasi vent'anni, probabilmente per cause economiche. La data di inizio dei lavori è il 1753. La scelta dell'area sulla quale costruire la nuova chiesa cadde sul luogo in cui sorgeva la precedente parrocchiale, con l'aggiunta delle zone adiacenti utilizzate come cimitero. Il 15 ottobre 1753 venne benedetta la prima pietra. Tra il 1753 e il 1768 furono innalzati i muri perimetrali e la facciata, mentre nel 1767 venne abbattuta la vecchia chiesa e si costruì il presbiterio. All'inizio del 1768 la nuova parrocchiale era agibile al culto; l'altare maggiore fu realizzato a partire dal 1776 dallo scultore Lorandi e completato nel 1787. Nel frattempo si provvedeva alla pavimentazione della navata e alla collocazione dei gradini del presbiterio.

### Progetto
È molto difficile trovare nel bresciano una chiesa così unitaria nella struttura architettonica e nella decorazione pittorica e scultorea come la parrocchiale di Verolavecchia. La chiesa di Verolavecchia è un edificio di grande serenità e armonia, paragonabile forse solo alla chiesa della Pace di Brescia.  Responsabile della fabbrica fu Domenico Prandini che progettò diverse chiese parrocchiali nella zona: Leno, Montirone, Gottolengo. Il progetto per la costruzione della parrocchiale di Verolavecchia dovrebbe risalire al 1750-1753, prima opera del catalogo dell'architetto. In questa occasione il Prandini ha lavorato su un disegno precedente e le fondazioni sono state completamente impostate.

### La pianta
La pianta si sviluppa chiara e semplice sotto l'ampia volta a botte con tre cappelle per lato della medesima grandezza. Il progetto per la parrocchiale di Gottolengo del 1746 è sicuramente il modello di partenza della nostra chiesa. Rispetto alle architetture del Marchetti più giovane la parrocchiale di Verolavecchia è però più quadrata e calibrata.

## Esterno

### La facciata
La costruzione della facciata venne affidata a Bernardino Carboni. L'artista presenta il modello nel 1776-1777. La posa risale al 1778. Anche qui siamo in presenza di due ordini massicci e severi, con poco divario tra l'ampiezza in cui si articola la fronte. Tipicamente del Carboni i decori inseriti nello schema strutturale. La facciata presenta molte somiglianze con la parrocchiale di Manerbio, dello stesso artista. “Una certa novità nel campo dell'architettura bresciana è costituita dai capitelli delle lesene del primo ordine, ideati al di fuori da tutti i canoni architettonici classici ed assimilabili ad altari decorati con festoni floreali”.  Modellate da Giovan Maria Moladore di Virle, ma su probabile modello del Carboni stesso, le statue dei santi Pietro e Paolo nelle nicchie del secondo registro. Dietro nascondono la grande facilità inventiva del Carboni.

### Il vecchio cimitero
Nella seconda metà del Settecento la comunità verolese si trovò impegnata anche nella sistemazione del cimitero adiacente alla nuova fabbrica, già presente, ma che aveva bisogno di na collocazione diversa e più ordinata dove sorge attualmente il campanile . Il nuovo cimitero venne benedetto il 25 aprile 1758. È da ricordare la presenza nel cimitero di una cappella, in origine dedicata a S. Quirico, denominata “del Suffragio”. Il cimitero presso la parrocchiale venne utilizzato fino al 1810. Dopo quell'anno, venne abbandonato e si cominciò a seppellire i morti presso la chiesa di S. Vito.

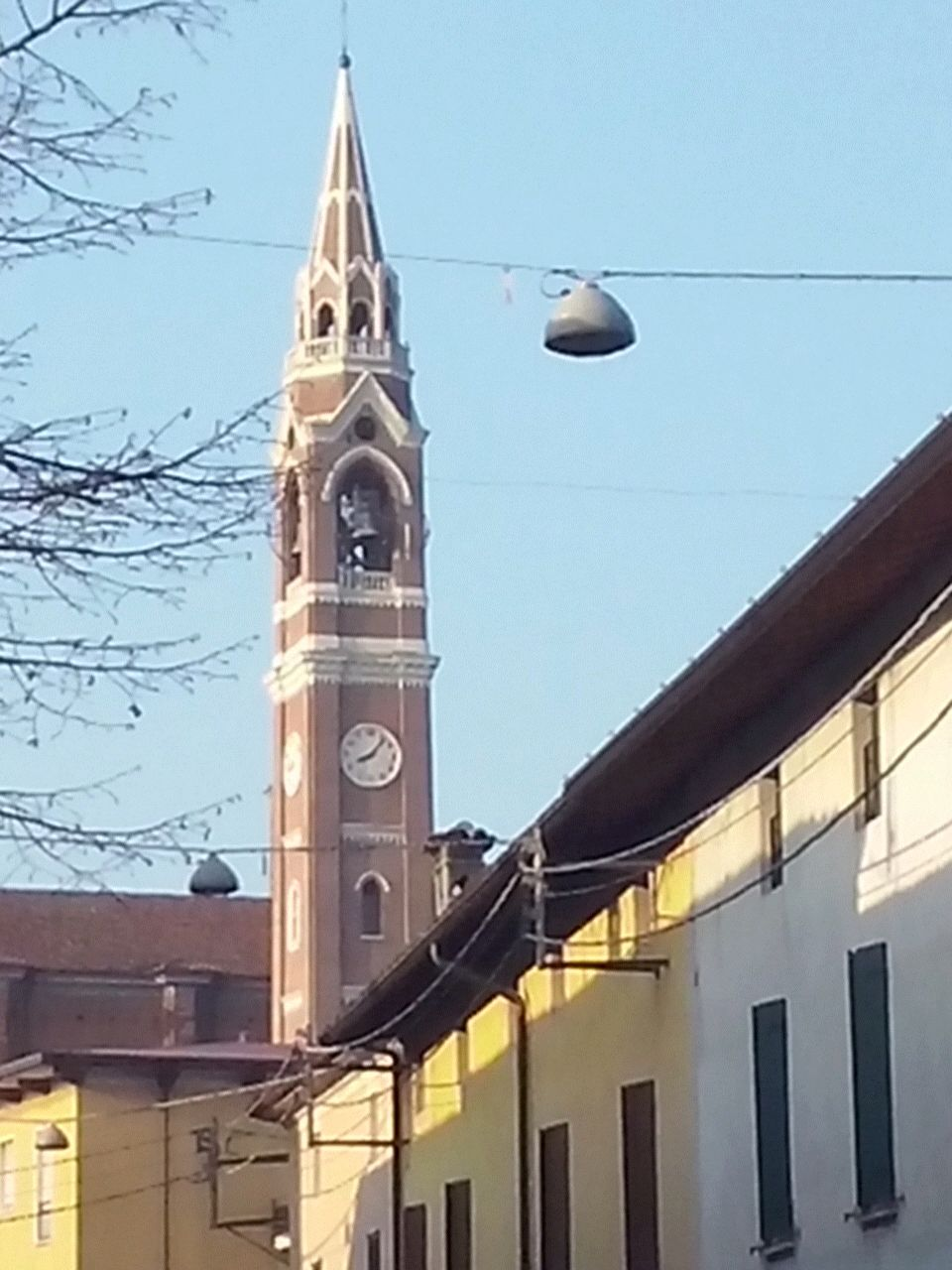
Campanile novecentesco della parrocchiale

### Il campanile
Slanciato ed elegante, alto 65 metri, sorto su progetto dell'architetto Muzio nel 1904, è un prestigioso esempio dello stile Neogotico. Lungo i fianchi del fabbricato, a contrasto delle campiture in mattone, sono poste sagomature in cemento di fabbricazione industriale. La progettazione dell'opera e lo svolgimento dei lavori – affidati all'ingegnere Gerardo Co' nel 1903 – sono documentati da una serie di carte conservate nell'Archivio parrocchiale. Il 30 novembre 1905 vennero poste le prime quattro pietre della nuova costruzione. L'inaugurazione del campanile e la benedizione delle campane avvennero il 25 agosto 1907, presente il Vescovo di Brescia mons. Corna-Pellegrini.

## Interno

### Il trofeo della Croce
Nella prima cappella alla sinistra di chi entra è posto l'apparato in legno dorato ideato per condurre durante le processioni la reliquia della S. Croce disegnato dal pittore Vittorio Trainini nel 1935 e realizzato nel 1954 dalla ditta Poisa di Brescia. Il cancelletto in ferro battuto proviene dalla trasformata Chiesa della Disciplina in Castello.

### La Deposizione della Croce
Questa bella tela è opera del pittore bresciano Francesco Giugno che la realizzò nel 1620 circa. “La composizione si riallaccia più profondamente alla cultura bresciana ed ha un ché di più monumentale e solenne nel racchiudersi uniforme delle immagini intorno a Gesù morto. L'impostazione è più fredda e grigia, pur manifestando, qua e là, i turgori rossastri e sfumati dalla maniera palmesca. La cornice dorata a campi azzurri, risale alla prima metà del Seicento”.

### La sacrestia nuova
Alla sinistra dell'altare maggiore si trova la sacrestia nuova quadrata con una volta a vela decorato nel centro da un affresco floreale dal pittore Ferrari. Sopra, la porta che immette alla chiesa si legge Silentium 1778. I mobili delle pareti sono, quello di destra, della prima metà del Seicento e gli altri del Settecento. Nella sacrestia sono conservate due preziose opere d'arte che vengono dalla vecchia chiesa parrocchiale cinquecentesca.

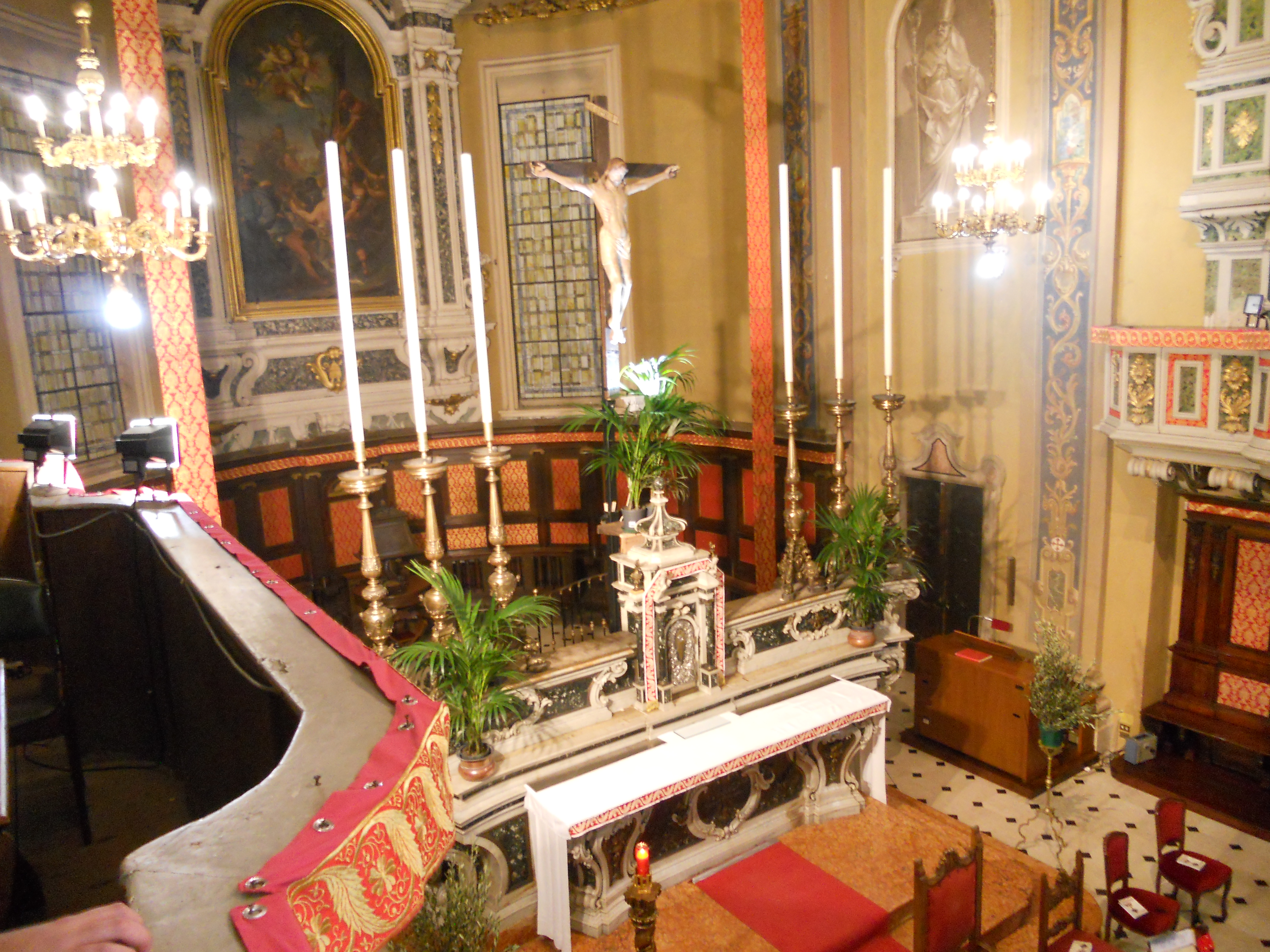
Il presbiterio con il crocifisso cinquecentesco

### Il presbiterio dell'antica parrocchiale
Alla destra del presbiterio si entra in un grande vano, coperta da una volta a crociera con costoloni tondeggianti e con al centro una chiave in pietra decorata con il monogramma IHS. Questo ambiente è quanto resta della precedente parrocchiale. La datazione alla fine del quattrocento o ai primi anni del cinquecento è caratterizzata da una parete esterna settentrionale che presenta in gronda un interessante disegno polilobato. Negli ultimi lavori di sistemazione del presbiterio è stata individuata la fondazione del muro orientale della chiesa quattrocentesca.

### La sacrestia seicentesca
La vecchia sacrestia, costruita nel 1698 e ora adibita a semplice ripostiglio, si trova accanto al presbiterio della vecchia parrocchiale. Si tratta di un piccolo ambiente con volta a padiglione. La Madonna con il Bambino venerata dai Santi Pietro e Paolo è un'opera di notevole importanza e bellezza che meriterebbe di essere restaurata per apprezzarne appieno la bellezza.

### Gli affreschi e i dipinti sulle pareti
Quando venne costruita la chiesa, visto che i lavori procedevano a rilento, si era pensato di smontare le impalcature e di decorare l'interno con tele in modo da poter destinare la nuova parrocchiale al più presto alle funzioni. Probabilmente l'intervento fu sostenuto dal Cattaneo, incaricato della decorazione ad affresco, ma all'epoca troppo impegnato in altri lavori che realizzò numerose tele monocrome raffiguranti in breve la storia della Chiesa bresciana. Nella navata, sulle uscite laterali e sulle due cappelle del Battistero e del Trofeo della Croce, vi sono le immagini dei quattro Evangelisti: nell'ordine, partendo da destra sopra il Battistero, S. Matteo, S. Luca, S. Giovanni, S. Marco.
Sante Cattaneo non riuscì nemmeno ad iniziare i lavori di decorazione della volta e del soffitto, perciò  la chiesa rimase vuota per parecchio tempo finché, più di cento anni dopo, la decorazione ad affresco venne affidata a Luigi Tagliaferri che la realizzò tra il 1896 – 1897. L'artista lecchese dipinse: nel catino absidale, S. Elena che scopre la vera Croce; La Gloria dei Santi Pietro e Paolo, al centro della volta della navata e i Dottori della Chiesa nelle unghie delle finestre.  “Gli affreschi denotano una tecnica particolare, in parte divisionistica ed in parte alle immagini scomposte in una serie di linee di livello che a distanza si ricompongono e danno la sensazione dei volumi”.

### Gli altari

#### L'altare dei morti o delle anime purganti
Il disegno della soasa si deve probabilmente al Cattaneo “in cui la cromia naturale dei marmi è usata in funzione della resa plastica”.  La scelta dei colori e i disegni delle soase in tutta la chiesa hanno una gamma cromatica simmetrica. La pala dell'altare è opera di Sante Cattaneo a cui si devono tutte le altre tele. Il dipinto ha un'impostazione ariosa e articolata e contrappunta con la rigida solennità della soasa marmorea. L'altare dei morti costituiva una sorta di riparazione all'occupazione dell'antico cimitero.

#### L'altare di S. Carlo Borromeo
La costruzione di questo altare non è ben documentata, ma si può supporre sia stato costruito dallo stesso artefice dell'altare della Madonna del Rosario. La pala, opera di Sante Cattaneo, a causa della sua rigidità e durezza appartiene alla fase giovanile del pittore, ma il dipinto mostra anche il brio e la grande vena del Cattaneo.

#### L'altare della Santa Croce
Ha una soasa disegnata dal Carboni. Nel tabernacolo ci sono le reliquie della Croce, in cui si conservano due reliquiari della seconda metà del Settecento. Nel secondo reliquiario ci sono schegge di legno su un pezzo di carta, per formare la croce.

#### L'altare maggiore
L'altare marmoreo è disegnato e realizzato da Bernardino Carboni tra il 1776 e il 1778. Il Santissimo Sacramento fu riposto nel tabernacolo per la prima volta nel 1780. Nel 1989 l'altare venne adattato alle nuove esigenze liturgiche dallo scultore Federico Severino che scolpì in bronzo l'Annunciazione cercando di non coprire le linee settecentesche del vecchio altare.

#### Il Crocifisso cinquecentesco
La sistemazione del presbiterio ha portato a evidenziare il Crocifisso che prima si trovava da tempo abbandonato. Si tratta di un'opera eseguita da uno scultore milanese dei primi del Cinquecento.

#### L'altare del Santissimo Sacramento
Il disegno della soasa si deve forse al Carboni mentre il paliotto è ancora quello della precedente parrocchiale. Le statue in marmo rappresentano la Fede e la Speranza. La tela che si trovava in pessime condizioni con strappi, prima del restauro, è opera di Francesco Savanni, uno dei più importanti pittori bresciani del Settecento.

#### L'altare della Madonna del Rosario
La soasa e il paliotto sono opera di Francesco Merici o Merisi nel 1780, probabile nome del marmorino, mentre il progettista potrebbe essere il Carboni, come proverebbe la presenza di due Angeli. Su “padelle di rame” sono dipinti i quindici misteri del Rosario del Cattaneo, autore anche della tela usata come “tendina” per ricoprire la statua della Madonna.

#### L'altare di S. Angela Merici
L'altare venne costruito quando Angela Merici era Beata. Il disegno della struttura è dei Carboni e le balaustre della vecchia parrocchiale. La pala di Sante Cattaneo è stata dipinta verso il 1780 e l'immagine di S. Angela è simile a quella che si trova nella parrocchiale di Rovato.

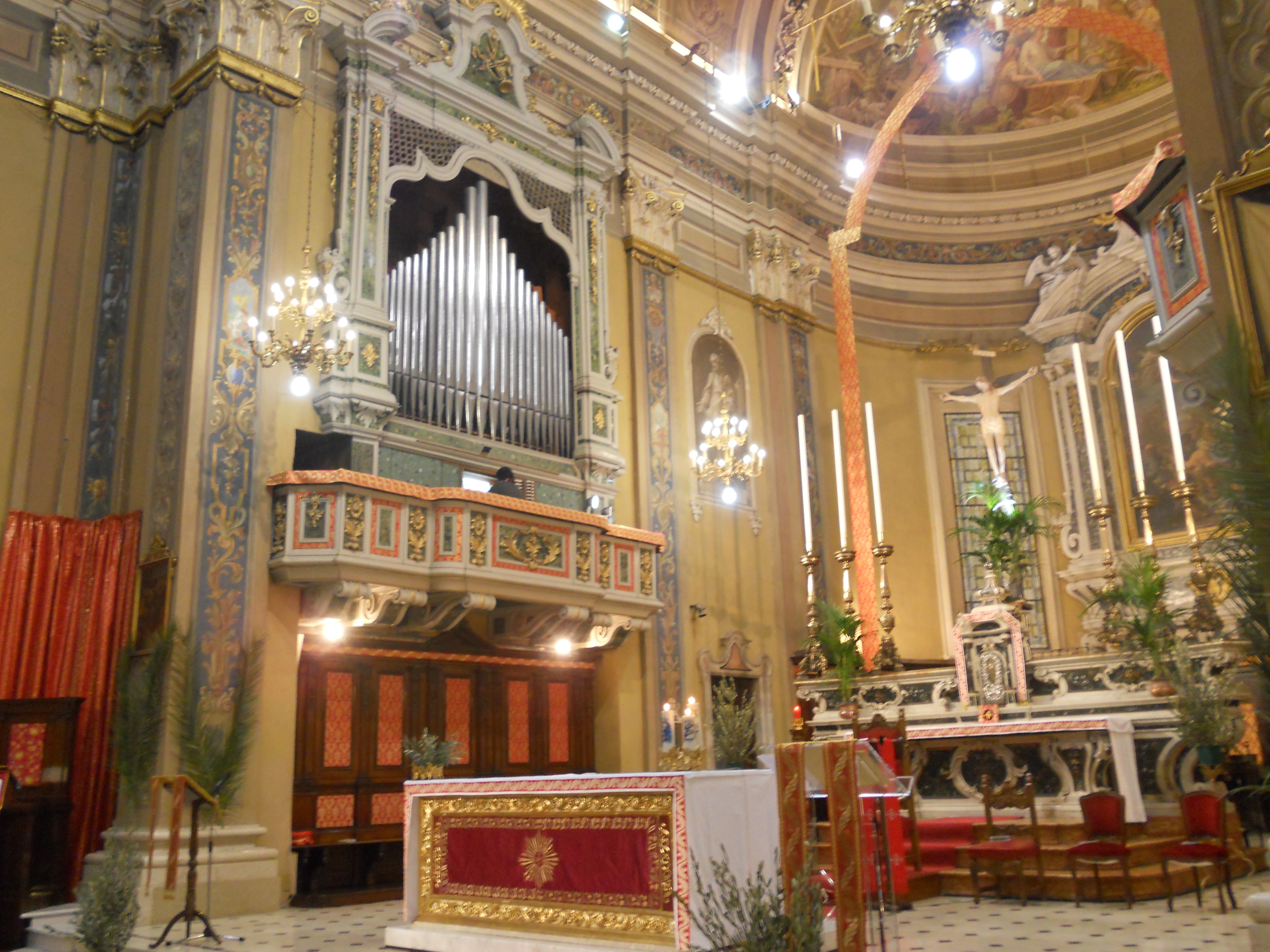
Il presbiterio e l'organo Serassi

## L'organo Serassi
L'organo Serassi si trova nella parrocchiale dei S.S. Pietro e Paolo Apostoli in Verolavecchia, realizzato nell'anno 1789, da Andrea e Giuseppe Serassi. Date le cattive condizioni dello strumento, nel 1808 Giuseppe Serassi di Bergamo venne interpellato per la pulitura, la manutenzione e l'accrescimento dei registri. Poi però venne deciso di affidare ai fratelli Serassi un ampliamento e un restauro. Il 27 luglio del 1837 venne inaugurato. All'inizio lo strumento aveva due tastiere con organo eco ma ebbe una menomazione con l'esortazione dell'organo eco e tastiera. L'organo si trova nel presbiterio entro cassa lignea e su balconata. Il prospetto di facciata è formata da 23 canne di stagno del Registro Principale. Il materiale è quasi tutto Serassi.